# 吉土実村
吉土実村（よしとみむら）は、広島県賀茂郡にあった村。現在の東広島市の一部にあたる。

## 地理
- 河川：黒瀬川、原比川[1]

## 歴史
- 1889年（明治22年）4月1日、町村制の施行により、賀茂郡助実村、土与丸村、吉行村が合併して村制施行し、吉土実村が発足[1][2]。
- 1910年（明治43年）大字助実、土与丸における灌漑用水の不足を解消するため、松子山で溜池築堤の工事を開始し、1913年（大正2年）に完工した[1]。
- 1939年（昭和14年）7月1日、賀茂郡西条町、御薗宇村、下見村、寺西村と合併し、西条町が存続して廃止された[1][2]。

### 地名の由来
合併村の各一文字を組み合わせたもの。

## 産業
- 農業[1]